# Mirjam

"Mirjam, som var syster till Aron och ägde profetisk gåva, tog sin tamburin, och alla kvinnorna
följde henne; de slog på tamburiner och dansade." (Andra Moseboken 15:20). Illuminerad handskrift från 1300-talet.

Mirjam var enligt Gamla Testamentet syster till Aron och Mose. Mirjam var den som satte spädbarnet Mose i floden och såg till att faraos dotter adopterade barnet. Hon beskrivs också äga profetisk gåva. Senare ställde hon sig på Arons sida när bröderna trätte, för vilket Gud bestraffade henne med spetälska. Hon blev dock förlåten av Moses, som bad för henne. Hon dog i Kadesh innan de nådde Kanaan.
Den grekiska formen av namnet Miriam är Μαρία; den arameiska formen är Maryam.